# Las Palatynacki
Las Palatynacki (lub Las Palatyński, niem. Pfälzerwald) – pasmo górskie w południowo-zachodnich Niemczech w Palatynacie Reńskim, na południowy wschód od miasta Kaiserslautern.

## Geografia
Las Palatynacki dzieli się standardowo na cztery części: północną, środkową, wschodni, najwyższy Haardt i południową Wosgowię. Najwyższym szczytem Lasu Palatynackiego jest Kalmit, wznoszący się 673 m n.p.m. dominując 500 m nad Niziną Górnoreńską. Od południa łączy się z Wogezami Północnymi, tworząc z nimi jeden system górski, sztucznie dzielony według granicy politycznej.
Tereny Lasu Palatynackiego są chronione przez park krajobrazowy o obszarze 1771 km², który razem z francuskim Regionalnym Parkiem Przyrody Wogezów Północnych tworzy rezerwat biosfery UNESCO o łącznej powierzchni 3105 km².
Jest to region gęsto zalesiony (największy zwarty obszar leśny Niemiec) i względnie słabo zaludniony (89 os./km²). Około 80% terenu gór pokrywają lasy; na wschodnich stokach intensywnie rozwinięta uprawa winorośli. Las Palatynacki jest jednym z nielicznych miejsc w Europie Zachodniej, gdzie żyją rysie.
Obszar atrakcyjny turystycznie; występują liczne formacje skalne i zabytki. Góry, wraz z Alzacją są terenem o największym zagęszczeniu zamków obronnych na świecie.

## Galeria

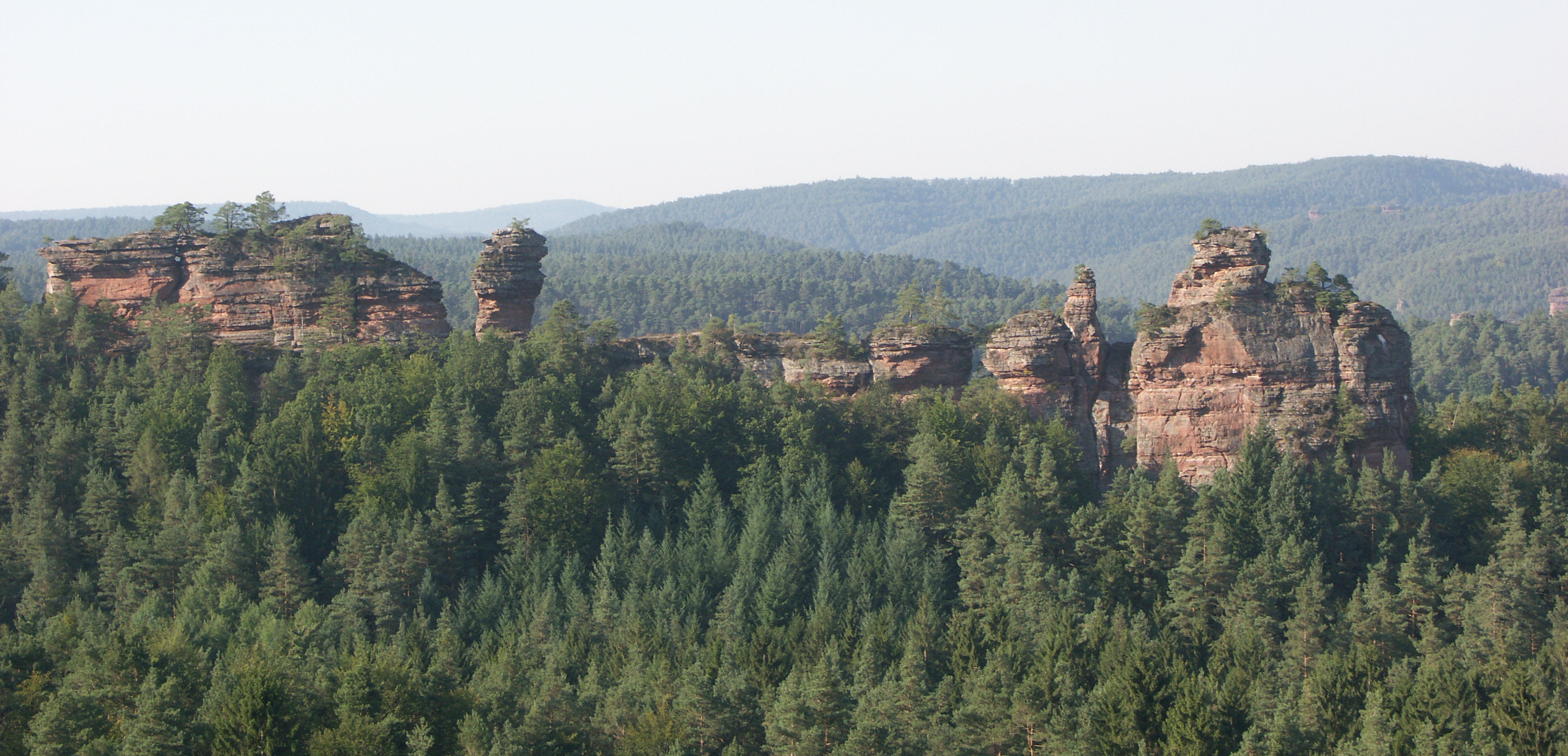
Lämmerfelsen
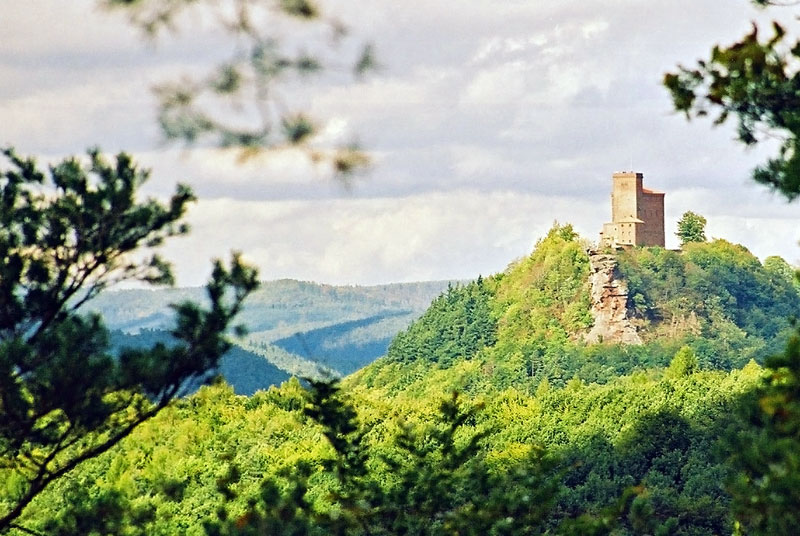
Zamek Trifels
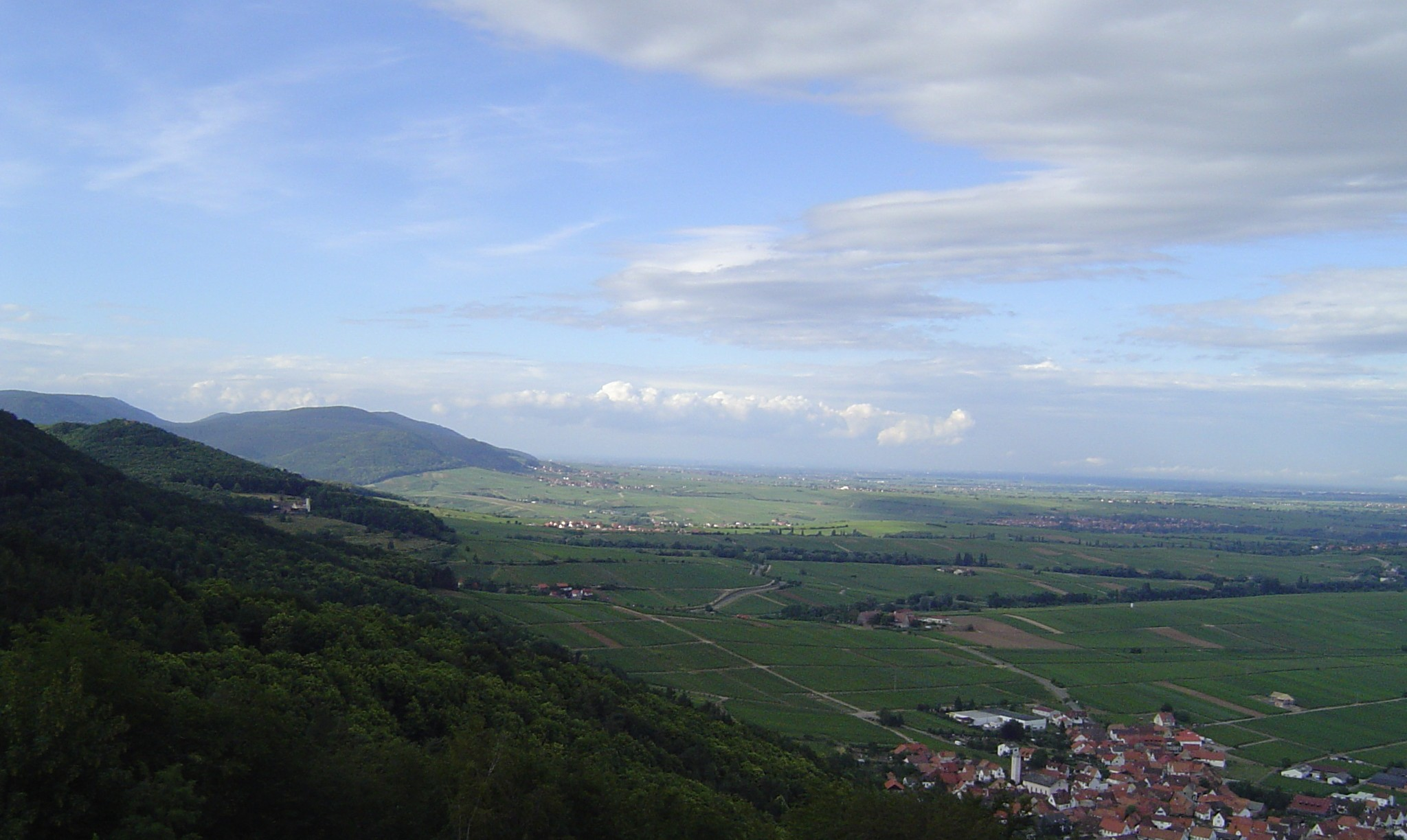
Wschodnie zbocza Lasu Palatynackiego
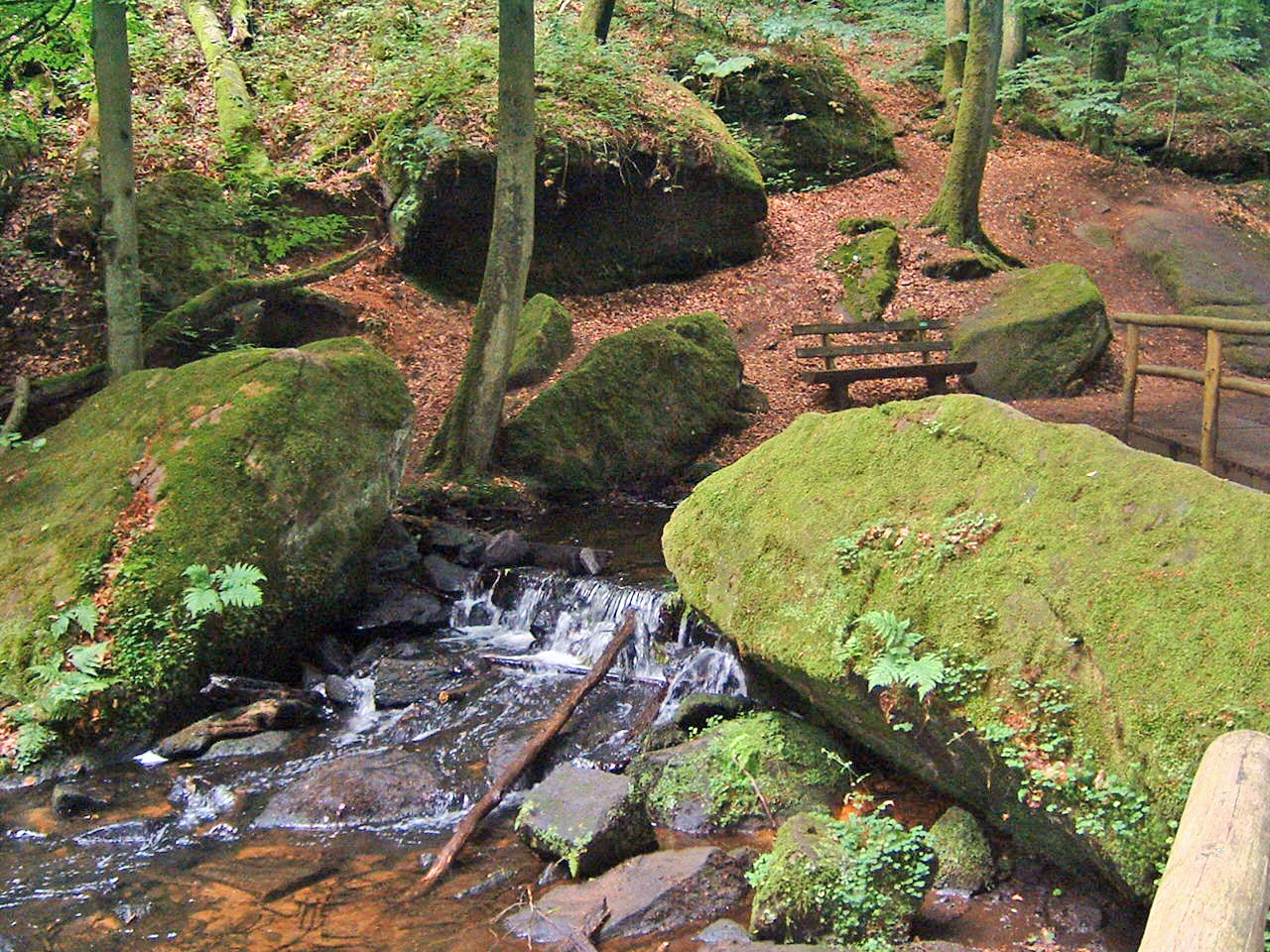
Dolina Karlstal
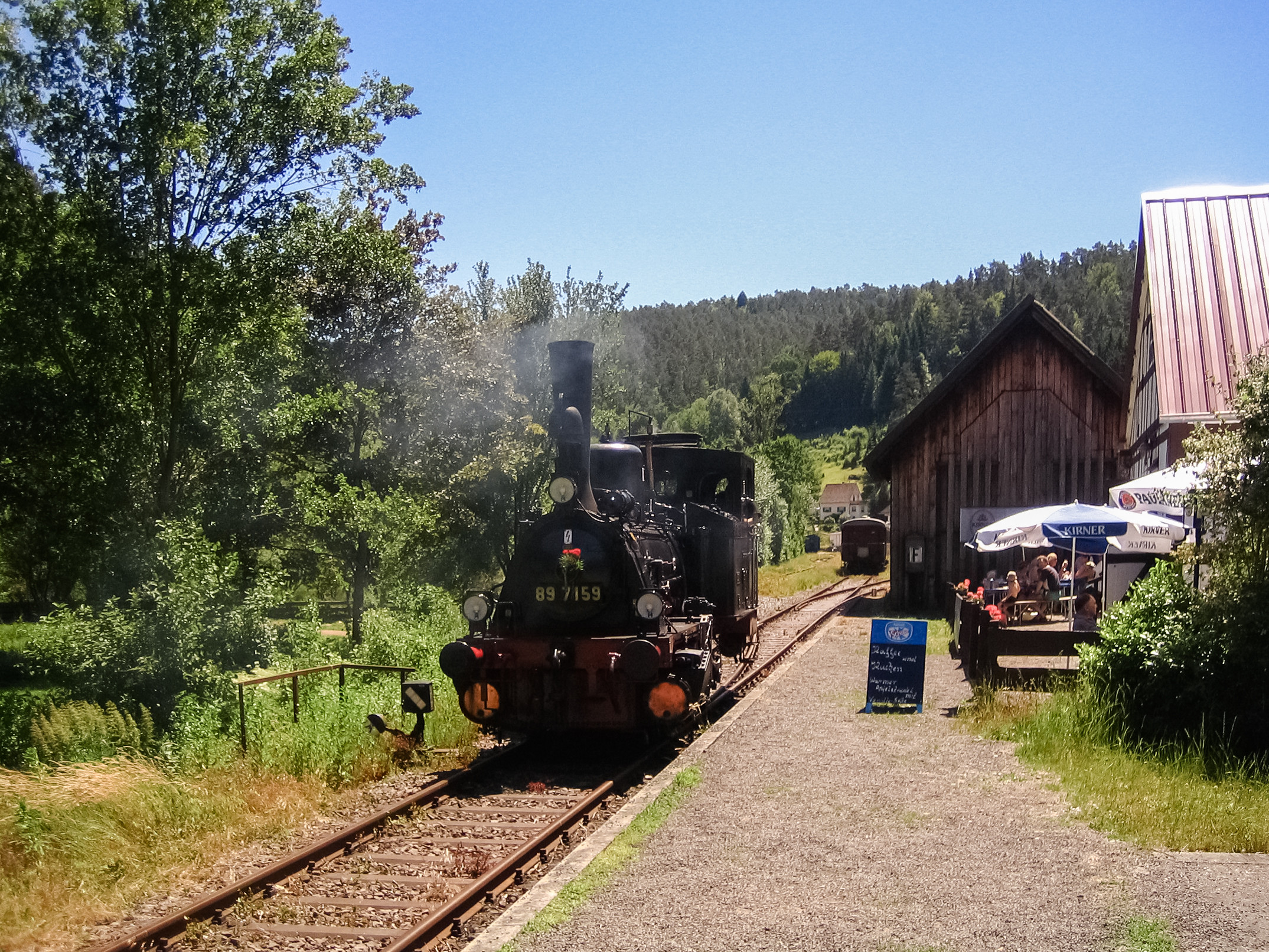
Zabytkowa kolej parowa w Elmstein
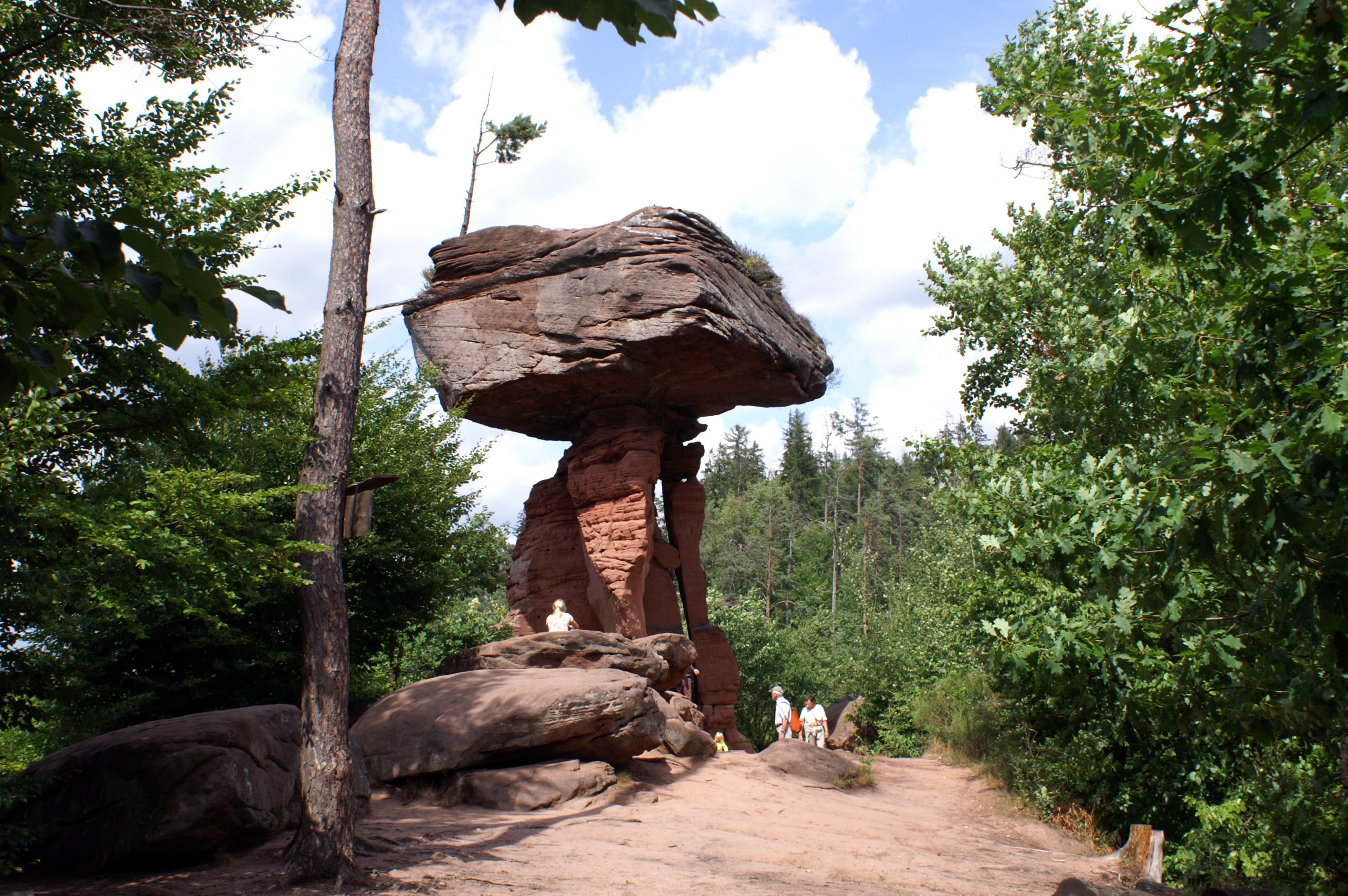
Diabelski stół
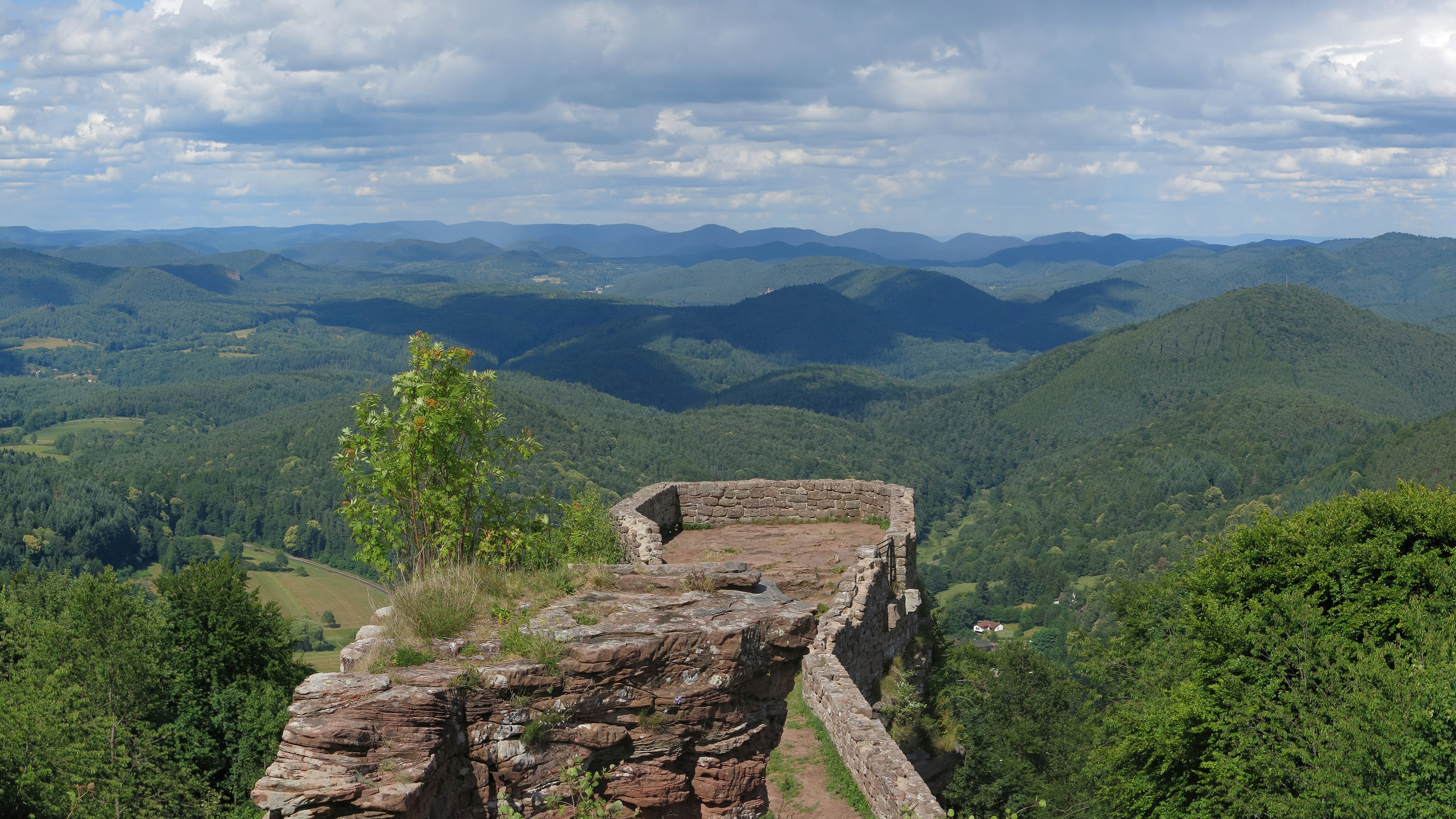
Widok z zamku Wegelnburg